# Transports urbains
Vous pouvez aider à l'améliorer ou bien discuter des problèmes sur sa page de discussion.
- Il ne respecte pas la neutralité de point de vue. Considérez son contenu avec précaution. Il est possible de préciser les sections non neutres en utilisant {{section non neutre}} et de souligner les passages problématiques avec {{passage non neutre}}. (Marqué depuis janvier 2024)

Vous pouvez aider à l'améliorer ou bien discuter des problèmes sur sa page de discussion.
- Il ne cite pas suffisamment ses sources. Vous pouvez indiquer les passages à sourcer avec {{référence nécessaire}} ou {{Référence souhaitée}}, et inclure les références utiles en les liant aux notes de bas de page. (Marqué depuis novembre 2021)
- Il adopte un point de vue régional ou culturel particulier et nécessite une internationalisation. (Marqué depuis novembre 2016)
- Il n’est pas rédigé dans un style encyclopédique. (Marqué depuis décembre 2023)

- Archive Wikiwix
- Bing
- Cairn
- DuckDuckGo
- E. Universalis
- Gallica
- Google
- G. Books
- G. News
- G. Scholar
- Persée
- Qwant
- (zh) Baidu
- (ru) Yandex
- (wd) trouver des œuvres sur Wikidata

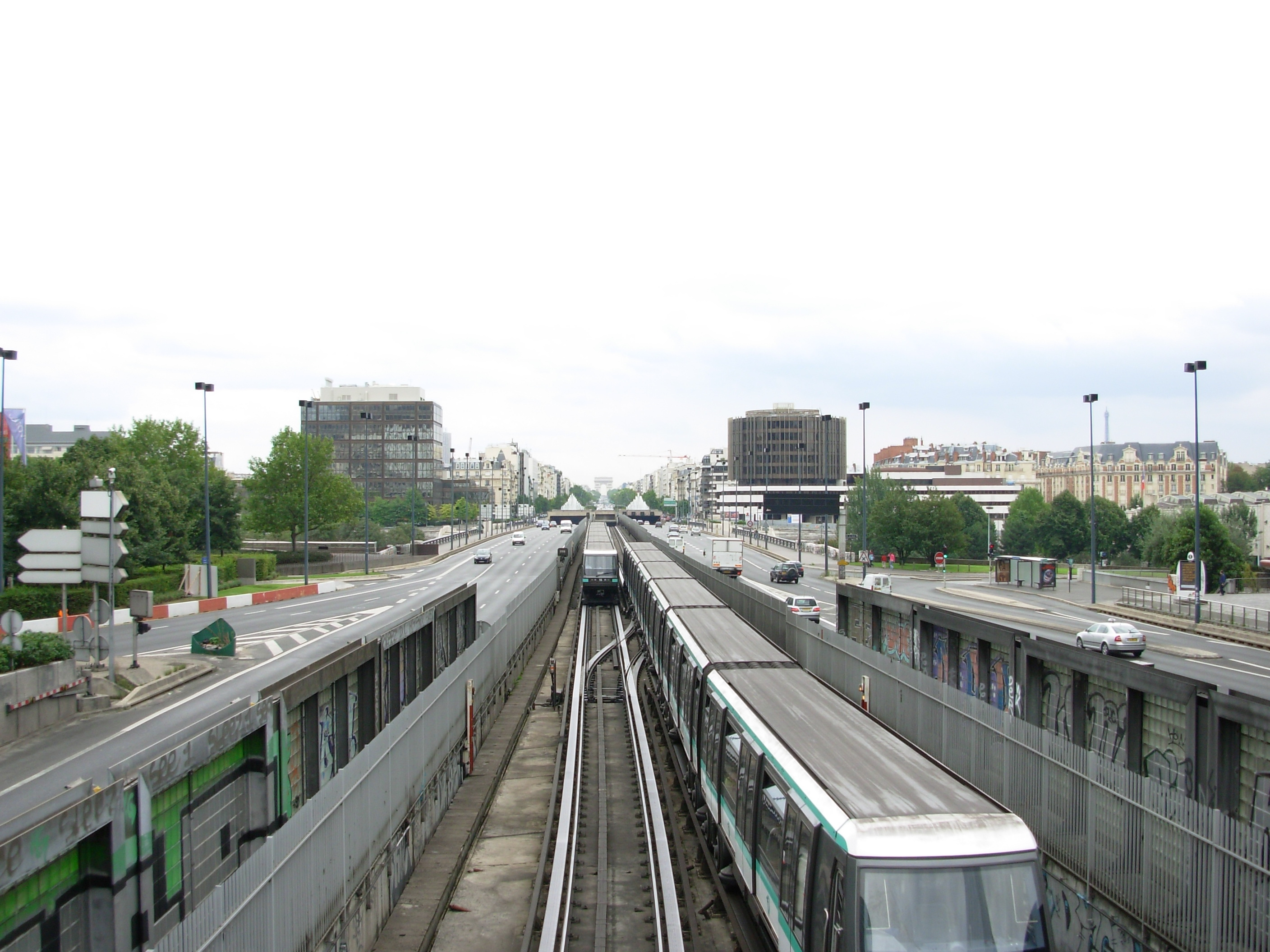
Les transports ferroviaire (centre), routiers et piétonniers (côtés) cohabitent dans l'espace urbain.

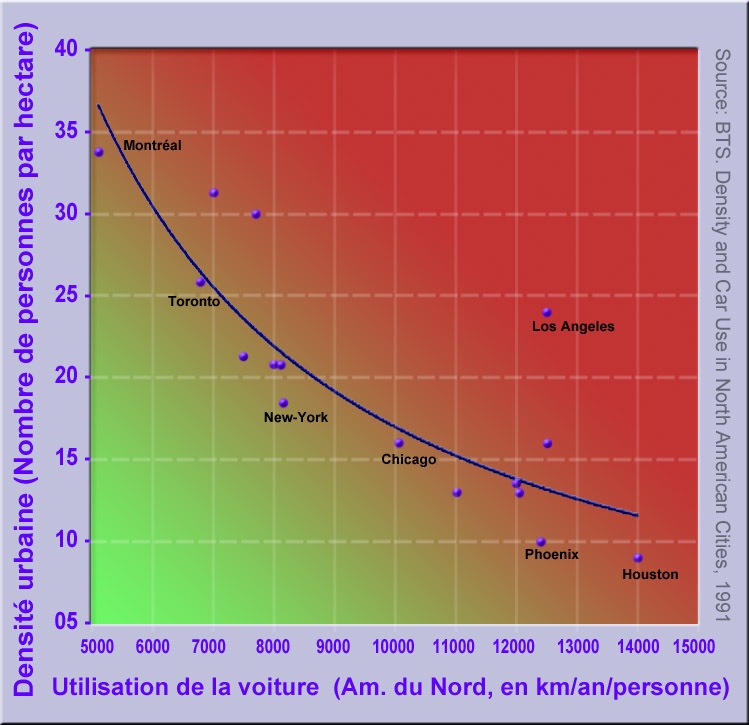
La forme urbaine (ville dense ou étalée notamment) favorise certains modes de transport et facilite ou rend difficile l'intermodalité (selon les cas). Le relief, le climat et la planification urbaine jouent aussi un rôle : ils modèrent ou aggravent selon les cas de l'étalement urbain, lequel favorise un usage plus intense de l'automobile.

Les transports urbains sont l'ensemble des transports desservant une ville ou de manière générale une agglomération. Ils comprennent entre autres les transports en commun et ceux individuels, les plus généralisés étant les autobus, les voitures individuelles (dont taxis) et les piétons.
Ces transports concernent principalement des voyageurs, qui effectuent notamment des migrations pendulaires en transports en commun. Le fret représente près de 20 % des flux, dû principalement à l'activité économique forte dans les centres-villes (bureaux, commerces). Dans les agglomérations les plus grosses, des réseaux ferroviaires denses (métro, tramway, RER, train de banlieue), comme routiers (boulevards périphériques) peuvent se développer.
Occupant divers types de voies (routière, ferroviaire, etc.), les transports urbains sont souvent l'objet d'une politique locale particulière, voire à l'échelle nationale, notamment par la mise en place de zones à faibles émissions ou par une offre en transport en commun accrue. Après l'essor des véhicules à moteur au XIXe siècle, depuis la fin du XXe siècle se développent des mobilités alternatives, dites douces, qui font l'objet d'aménagements et de législations spécifiques (vélo, trottinette, etc.).

## Histoire

### Prémices
Dès l'apparition des premières traces de civilisation et des premières villes il y a plusieurs millénaires, les mobilités, urbaines ou non, font leur apparition et jouent un rôle clé dans la civilisation humaine.
L'invention de la roue en 3500 av. J.-C. révolutionne les transports, qui permet l'apparition des premiers véhicules à traction animale. Dès l'apparition des transports en ville, ils font l'objet de politiques locales (voire nationales). Ainsi au IIe siècle av. J.-C., les premières voies terrestres réglementées sont bâties dans la Rome antique. Au-delà de leur utilisation sur les longs trajets, les chars antiques restent principalement utilisés pour le transport de marchandises, la marche étant le moyen de transport privilégié des habitants ; l'aristocratie romaine préfère cependant les litières.
Au Moyen Âge, les véhicules envahissent les rues, au point de créer des embouteillages dont les gouvernants sont alertés.
Les bus apparaissent au XVIIe siècle, mais les réseaux se développent sérieusement à partir du XIXe siècle,.

### Révolution industrielle et développement du ferroviaire

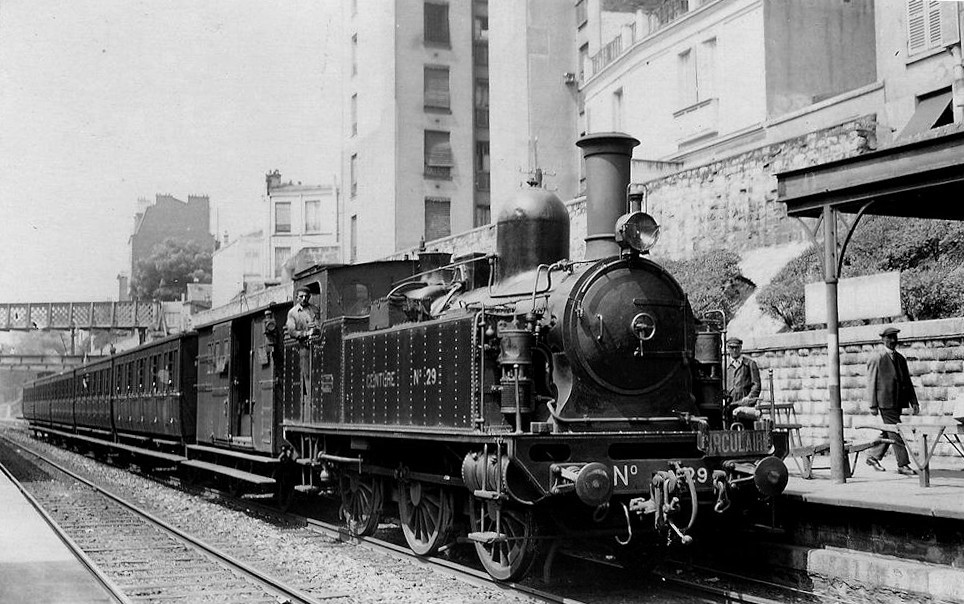
Un train parcourt la ligne de Petite Ceinture à Paris.

L'arrivée du chemin de fer majoritairement interurbain à ses débuts voit également son expansion dans les agglomérations, à l'image de la Petite Ceinture de Paris. Rapidement, la nécessité d'un chemin de fer dense fait naître le premier métropolitain de l'histoire,. De même, le souhait de décongestionner les centres-villes amène à un essor généralisé des tramways à la fin du siècle,.
À cela s'ajoute la mécanisation de la plupart des transports existants, reposant sur les moteurs thermiques notamment, puis de plus en plus électriques. La présence récurrence des expositions universelles ou d'autres grands événements internationaux accélèrent la création de transports publics, qui permettent également de prolonger la desserte des grandes gares souvent situées en périphérie des villes, en favorisant les interconnexions entre divers modes de transport.
La généralisation des migrations pendulaires ainsi qu'une forte croissance démographique poussent à la réalisation de plus en plus de lignes spécialement aménagées pour les voyageurs, ce type de flux devant majoritaire à celui des marchandises, en particulier en ce qui concerne le ferroviaire.

### Le «tout-automobile» et les nouvelles mobilités

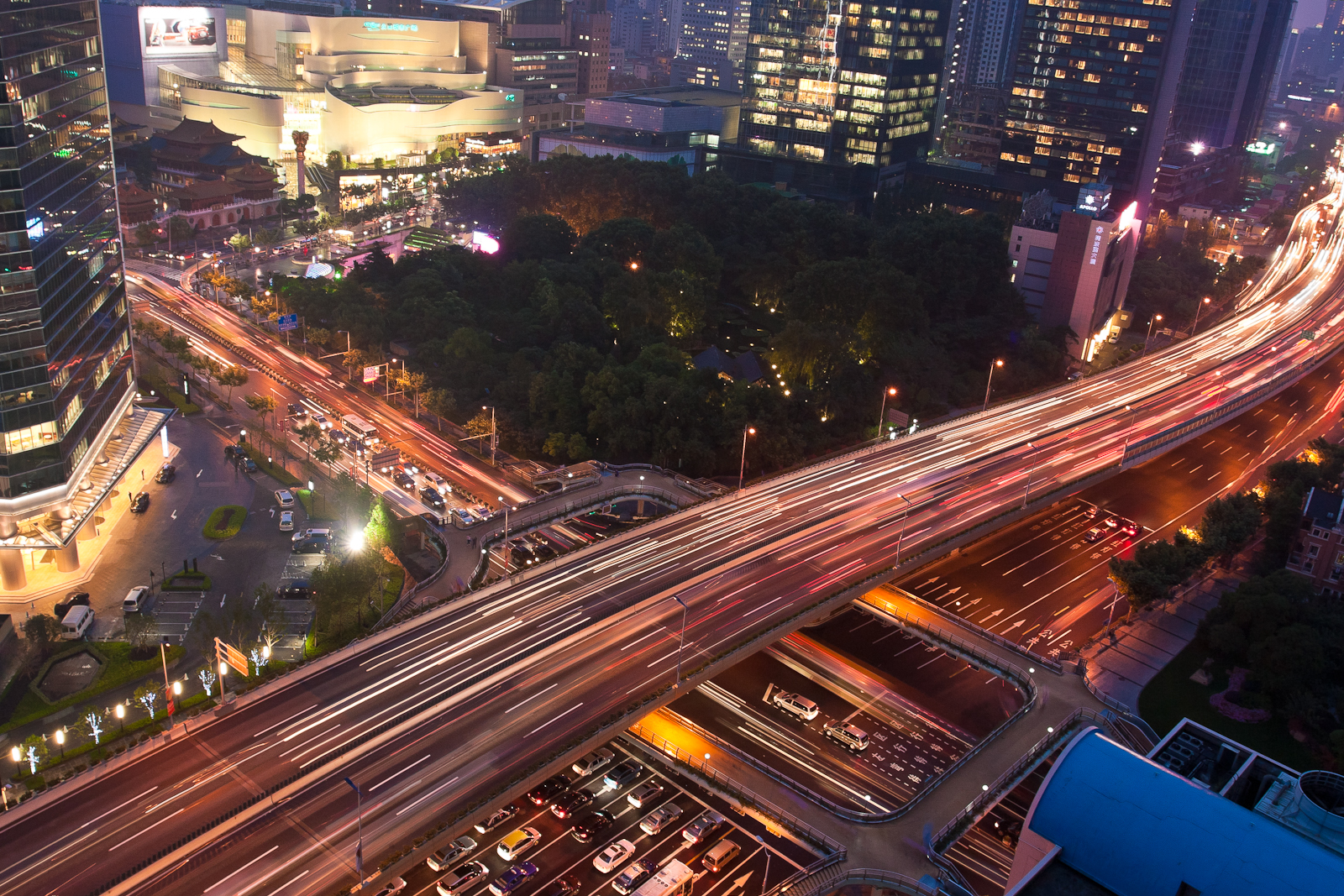
L'autoroute Yan'an, implantée pleinement dans la ville.

Au sortir de la Seconde Guerre mondiale, la voiture individuelle se généralise dans et en dehors des villes. Les transports publics sont alors en perte de vitesse, et alors que les premières autoroutes se construisent pour relier les agglomérations, elles s'implantent également en ville, que ce soit par la création de boulevards périphériques,  ou par le réaménagement routier des rues et carrefours.
De nos jours, bien que la proportion du trafic routier soit encore largement majoritaire, plusieurs villes tentent de limiter l'utilisation de la voiture, en créant notamment des zones à faibles émissions,, mais favorisent également l'utilisation des transports en communs et des nouvelles mobilités dites « douces », par la création de pistes cyclables ou la rénovation de trottoirs,,, tandis que ces réaménagements sont parfois accompagnés par un projet de tramway, moyen de transport qui fait son grand retour au début du XXIe siècle,. Cependant, le trafic de marchandises reste une parte importante du trafic routier, qui ne se développe que très peu sur d'autres voies de communication en ville.

## Transport de voyageurs
Bien que les marchandises occupent une part non-négligeable des flux urbains, le transport de voyageurs reste majoritaire dans les agglomérations. En particulier, ceux-ci sont caractérisés par leur débit, leur vitesse, ou plus simplement par le coût financier ou l'environnement urbain, privilégient tel ou tel moyen de transport, au détriment des autres.

### Modes de transports en commun

#### Métro

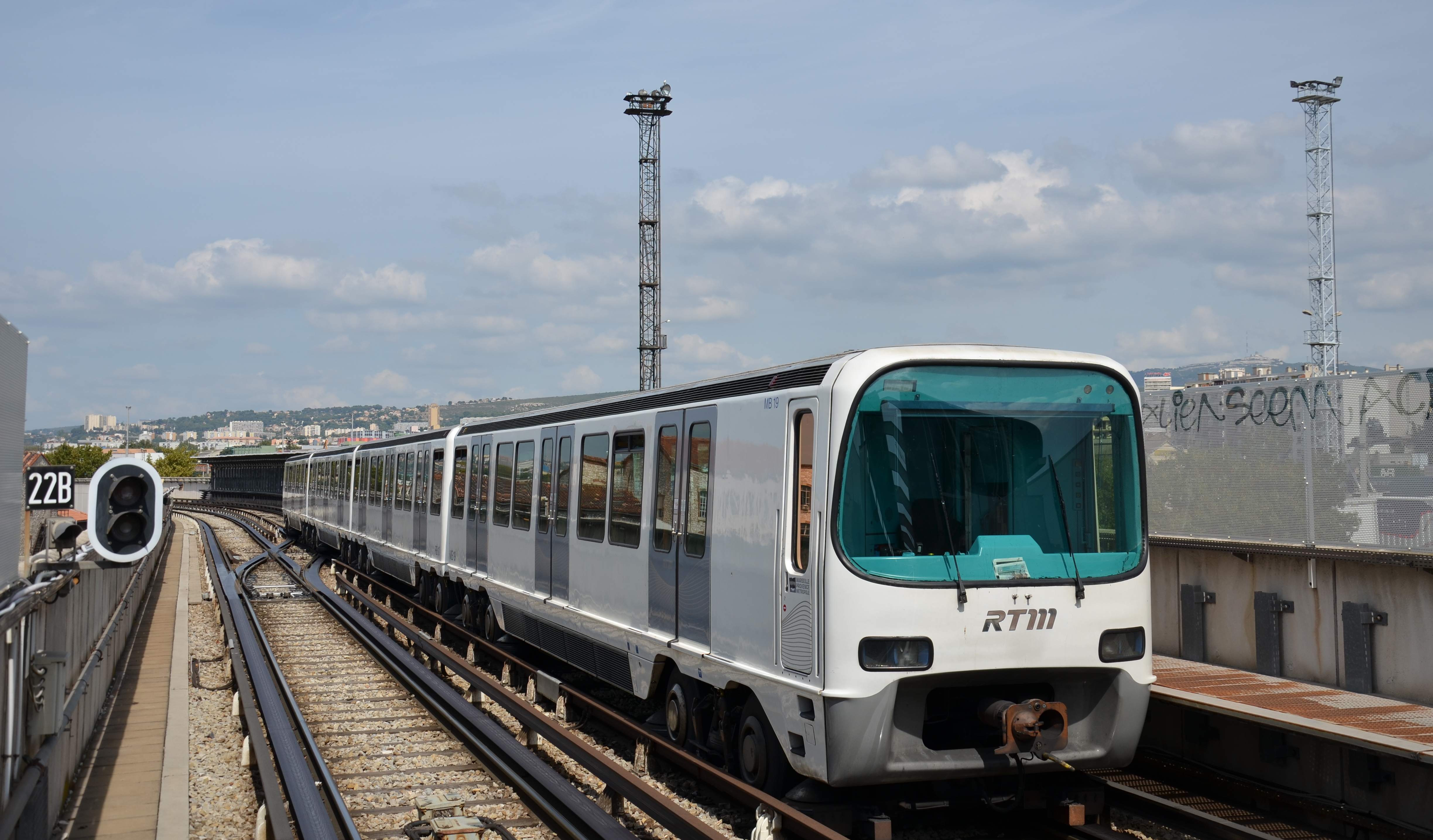
Le métro de Marseille.

C'est un transport souvent associé à la ville, le « subway » de New York, le métropolitain de Paris. Ce moyen de transport se retrouve principalement dans les grosses agglomérations. L'agglomération la moins peuplée disposant d'un métro est Lausanne en Suisse (140 000 habitants, agglomération 350 000, inauguration le 18 septembre 2008).

#### Tramway
Le tramway, anciennement très développé dans le monde, petit à petit abandonné au milieu du siècle dernier, au profit de la voiture, qui revient, désormais, dans l'aménagement urbain, puisqu'il est généralement conçu en repensant la ville autour de lui, et qu'il amène beaucoup de nouveaux voyageurs aux réseaux de transport en commun. Ce nouvel essor est ressenti dans de nombreuses parties du monde, l'Afrique du Nord, le Moyen-Orient, l'Australie par exemple. Cependant, les villes d'Europe de l'Est et d'URSS ont conservé des réseaux importants.

#### Train

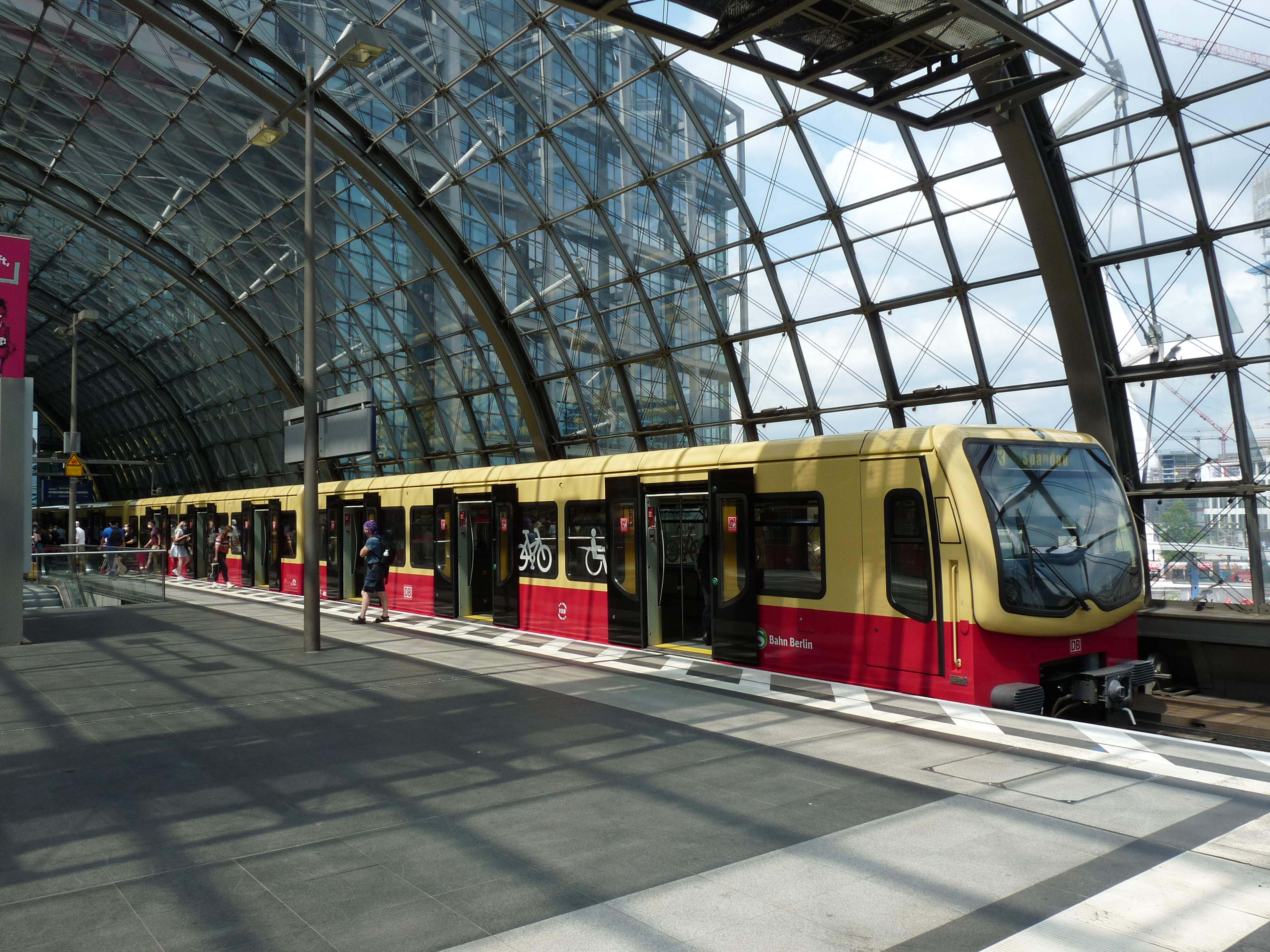
S-Bahn de Berlin en gare de Berlin Hauptbahnhof.

Ce mode de transport est aussi réservé aux agglomérations étendues et denses, en général de plusieurs millions d'habitants. Développés dès le début du XXe siècle avec les S-Bahn allemands, ils se caractérisent par des interstations plus longues et des temps de trajet plus rapides, faisant la liaison entre des gares de correspondance. Traversant pour la plupart les villes en souterrain, ils regagnent la surface et, hors de la ville, les voies utilisées sont celles d'un chemin de fer classique, avec des gares possédant des parkings relais pour rapatrier les voitures sur le réseau de transports collectifs.
Le tram-train apparaît aussi comme une solution pour lier les zones urbaines et interurbaines, avec un développement à Montpellier (l'appellation reste « tramway » mais la vocation est de desservir les zones rurales environnantes), le T4 de Paris, ou encore le projet des tram-trains de l'Ouest Lyonnais

#### Bus
C'est un mode de transport collectif motorisé répandu. Des plus petites villes aux plus grosses métropoles, il constitue parfois le réseau principal (Dublin) ou est un complément facile à mettre en œuvre et souple au réseau de métro pour s'étendre à la banlieue (Paris, Lyon).

#### Trolleybus

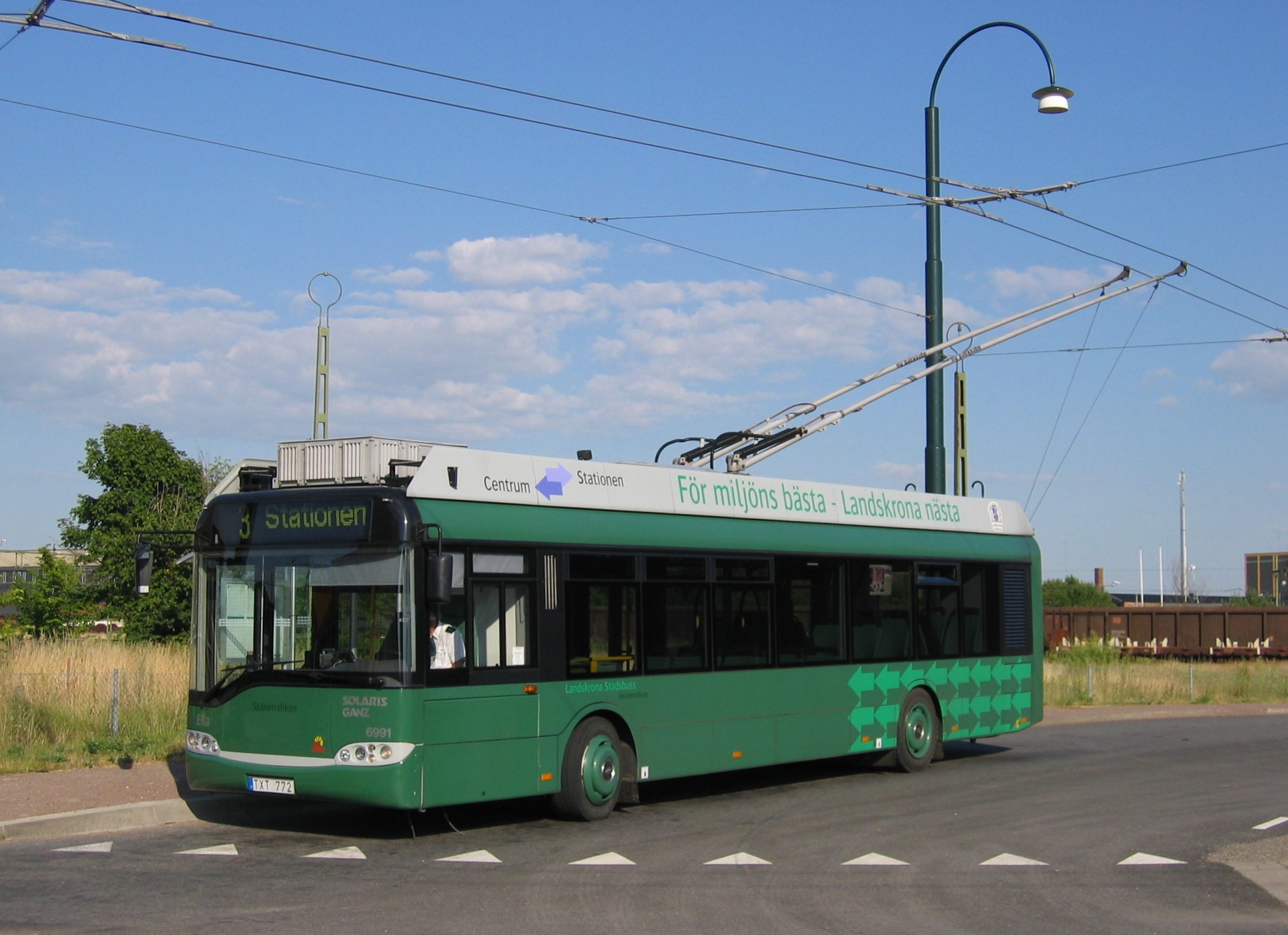
Trolleybus à Landskrona, Suède

Les trolleybus, qui sont des bus fonctionnant à l'électricité, alimentés grâce à un réseau de fils aériens, sont souvent utilisés comme alternative à la fois au bus et au tramway, permettant de proposer un mode de transport plus silencieux, plus respectueux de l'environnement que le bus et bien moins coûteux que le tramway. Le principal inconvénient est celui qui le différencie du bus : sa flexibilité vis-à-vis d'un itinéraire ; bien qu'aujourd'hui, cet avantage du bus ne soit que peu exploité (il existe cependant des autobus électriques indépendants d'un réseau filaire grâce à leurs batteries embarquées). Il n'y a actuellement que 3 réseaux en France qui utilisent le trolley-bus : Lyon, St-Étienne et Limoges.

#### Bus à haut niveau de service (BHNS)

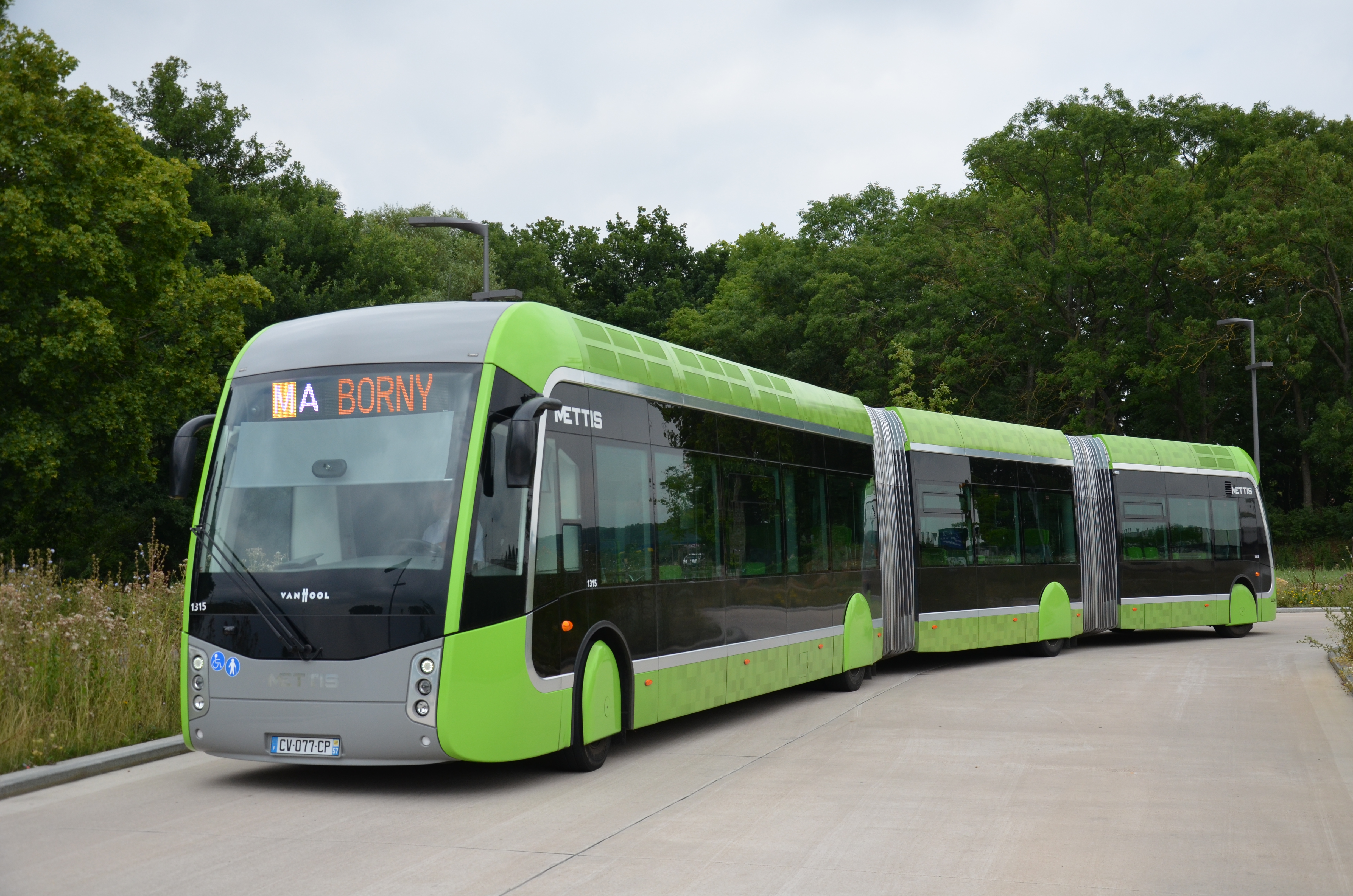
Le Mettis de Metz.

Les bus à niveau de service reviennent à l'ordre du jour depuis quelques années : il s'agit d'apporter un service de meilleure qualité qu'une simple ligne de bus, sans subir d'investissements aussi lourds que pour un tramway ou un métro. Le trolleybus est un mode utilisé pour ce type de transport en commun, le Busway est aussi un BHNS. À Paris, la RATP exploite des lignes Mobilien qui répondent à des normes, notamment une vitesse commerciale assez élevée, favorisée par des mises en site propre, ou des fréquences élevées, une amplitude horaire importante, etc. Les autres mesures caractérisant ce type de service sont la priorité des bus aux carrefours, des véhicules de grande capacité, des services plus importants aux arrêts (distributeurs de tickets, cabines téléphoniques, abribus, voire kiosques...). Un exemple particulier réussi et célèbre est celui de Curitiba au Brésil.
Leur efficacité a été étudiée, ce qui est en fait des possibles remplacements des tramways.
Les deux modes sont en effet comparables, car ils sont en site propre, le débit proposé est plutôt élevé... Ils diffèrent principalement dans la nature de l'infrastructure et son coût (on peut évaluer les infrastructures de tramway (rails...) deux à cinq fois plus coûteuses que celles de BHNS, trolleybus par exemple), mais la différence durant le fonctionnement est davantage la priorité que possède le tramway par rapport aux véhicules particuliers, son réseau plus distinct de la circulation qui est plus lisible, mieux mis en valeur, sa régularité plus grande (moins sujette à une perturbation du trafic et la capacité plus importante des véhicules. Cependant il faut noter qu'un problème sur le réseau tramway peut complètement le gripper, tandis que le réseau BHNS peut être remplacé par des bus et emprunter une partie du site propre seulement.

#### Funiculaire

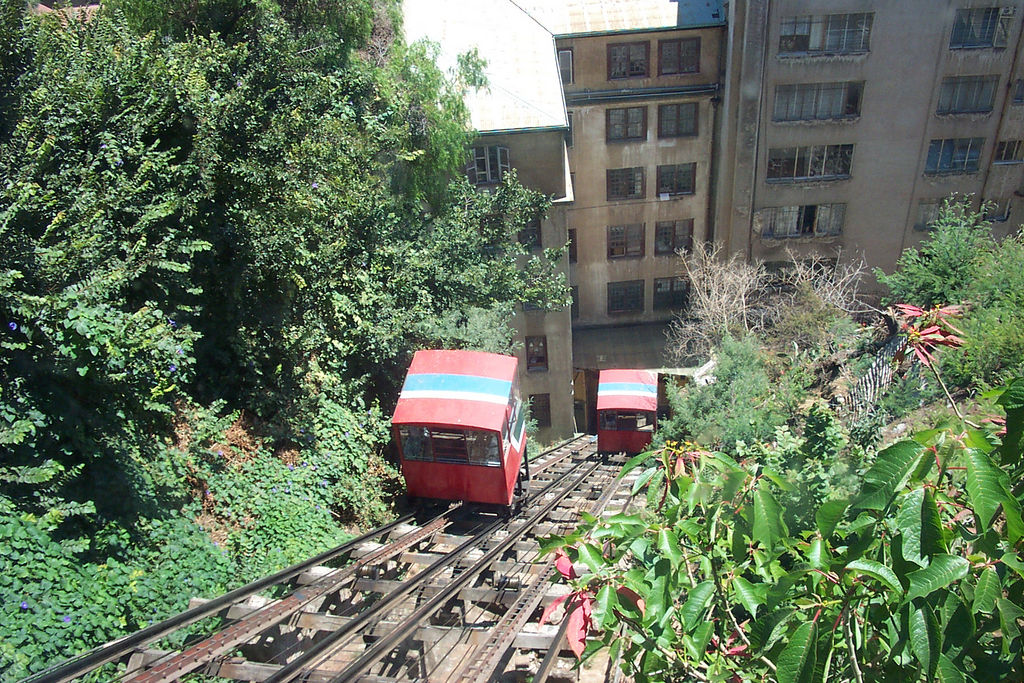
Funiculaire à Valparaíso au Chili

Moyen de transport très adapté aux collines intérieures aux villes. On citera les plus connus en France : le funiculaire de Montmartre (en fait, deux ascenseurs inclinés indépendants), et les deux « ficelles » de Lyon St Jean - St Just et Fourvière). Mais de nombreuses petites villes disposent d'un funiculaire, souvent conservé pour son charme, son confort, sa bonne accessibilité aux personnes à mobilité réduite, et sa sobriété énergétique (la cabine descendante compense la masse de la cabine montante, le moteur de traction ne fournissant qu'une infime partie d'énergie (différence de masse, frottement) : Évian-les-Bains, Thonon-les-Bains, Pau...
De nombreuses villes européennes disposent de funiculaires longue distance, entièrement automatisés (possibilité de demander un arrêt intermédiaire par bouton poussoir), et constituants des axes de desserte importants.
Dans les régions montagneuses ils permettent de sortir rapidement de la ville pour atteindre des lieux touristiques (Le Mont d'Or...).
Ce système est aussi utilisé dans le transport « hectométrique » de personnes, ou people-mover : desserte interne d'aéroport, de grand centre d'exposition...

#### Bateau

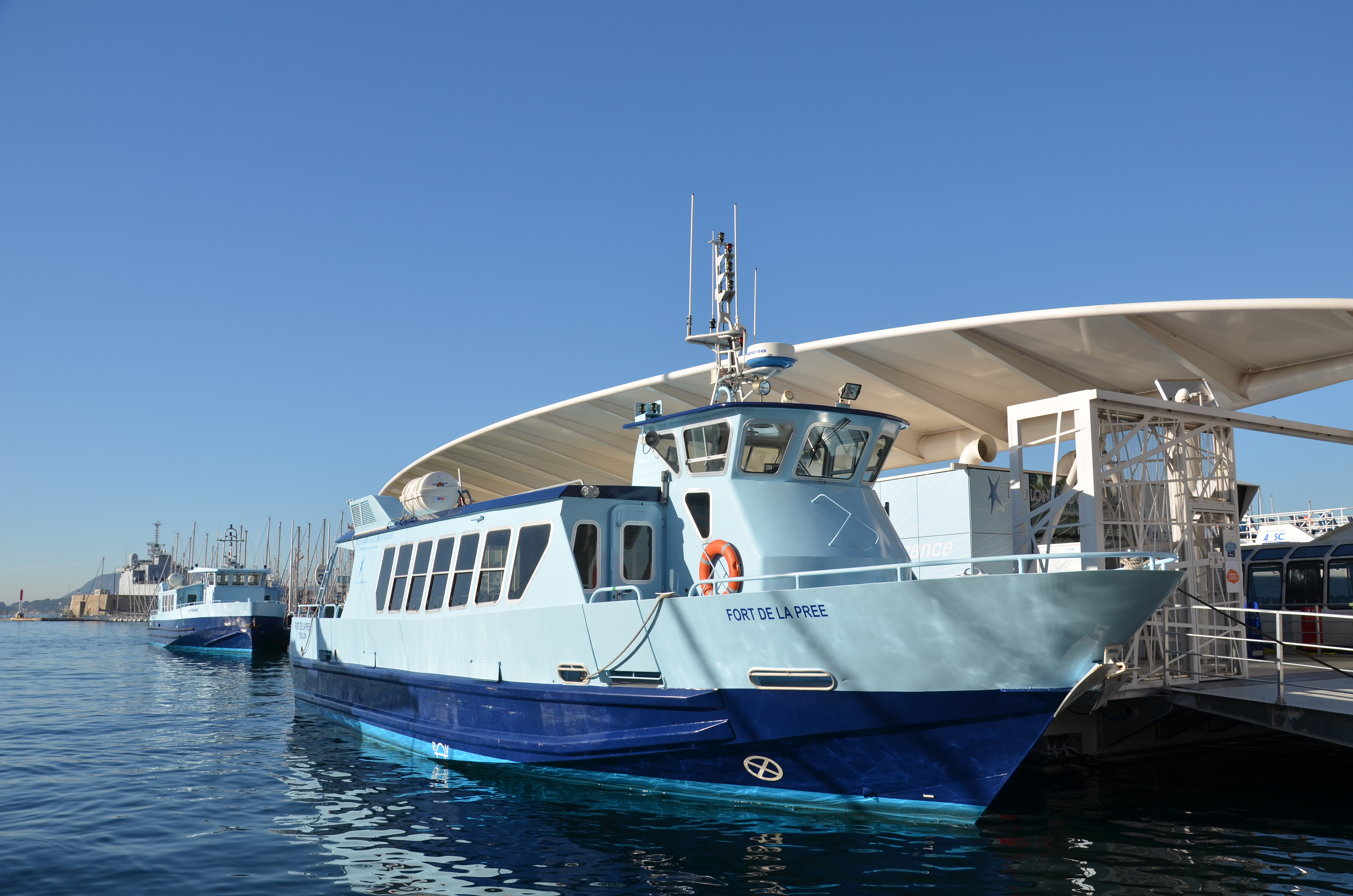
Bateau-bus du réseau Mistral.

Des navettes par bateaux (parfois nommées bateau-bus) ou ferrys sont utilisées dans les villes fluviales ou côtières, un des exemples les plus connus est le Vaporetto de Venise. La plupart de ces villes ont au moins étudié un projet de ce type, peu à peu ce mode de transport se développe, avec Voguéo à Paris. L'avantage est souvent de mettre en avant la particularité de la ville, son fleuve, puisque la vitesse de ces navettes reste faible.
L'objectif est aussi, notamment dans le cas de Voguéo, de créer une liaison plaisir », dont le but est d'améliorer l'image du voyage domicile-travail, de rendre ce voyage contraint plus agréable.

#### Transport urbain par câble

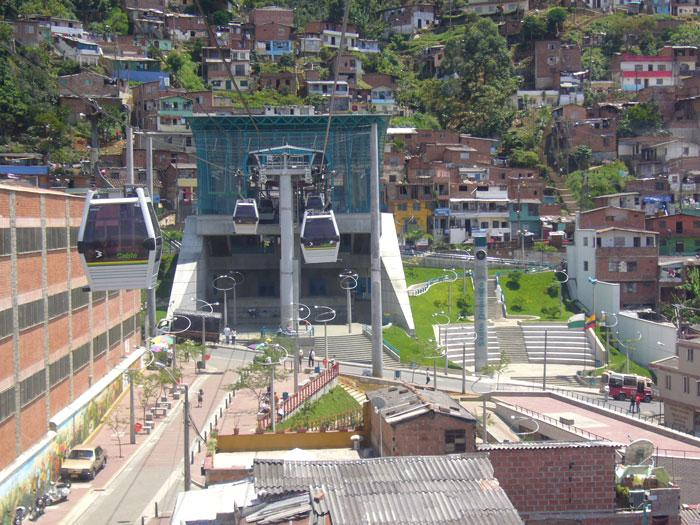
Metrocable de Medellìn

Ce mode transport peu répandu, similaire aux transports utilisés en montagne, connaît un début de développement en Amérique du Sud et en Algérie, pour répondre à des contraintes géographiques particulières telle qu'une importante dénivelée ou une traversée de vallée ou de fleuve. Son coût est sensiblement inférieur aux autres systèmes de transport à haut débit.

#### Taxi collectif
Le taxi collectif est un moyen de transport en commun similaire au taxi traditionnel, mais où plusieurs clients sont invités à monter à bord.

### Modes de transport individuels motorisés

#### Voiture
La voiture, symbole de la liberté et de son statut social, est le mode de transport individuel par excellence en France et dans le monde occidental. Elle prend de plus en plus d'importance en Asie (en Chine ou au Viêt Nam par exemple) alors que le vélo ou le scooter y occupaient jusqu'alors cette place.
De fait, outre cette dimension sociale, la voiture possède de nombreux avantages, faisant d'elle le moyen de transport le plus utilisé, même en milieu urbain dense. En effet, sa modularité (une voiture peut transporter plusieurs personnes ou des objets pour de courts ou longs trajets...), sa facilité d'utilisation (le permis de conduire s'est démocratisé) et la densité et la qualité du réseau routier en font un moyen de déplacement attrayant.
Elle est cependant remise en cause aujourd'hui pour son efficacité énergétique relativement faible : l'espace nécessaire à son accueil apparaît trop important par rapport aux autres modes (10 à 20 fois plus de place qu'un voyageur en métro, 5 à 8 fois plus de place que le bus ou la marche à pied, sans compter le stationnement.
Autre reproche, la pollution qu'elle engendre, qu'il s'agisse de pollution chimique de l'atmosphère ou de pollution sonore. À cela s'ajoute la défiguration de l'espace urbain dû aux infrastructures routières qu'elle nécessite ; enfin, d'un point de vue plus comportemental, il est plus sécurisé et plus confortable de voyager en voiture, mais cela entraîne une perte de contact avec l'environnement, alors que la marche à pied et le vélo permettent de garder ce lien à la nature, notamment en la respectant.

#### Covoiturage
Les inconvénients environnementaux de l'usage de la voiture s'amoindrissent sensiblement lorsque son usage devient partagé. Depuis 2014, le covoiturage a été codifié dans le code des transports et permet aux collectivités territoriales de concevoir une politique réglementaire incitative, pour encourager la pratique du covoiturage, et contribuer ainsi à la lutte contre la pollution de l'air et à la réduction des émissions de gaz à effet de serre.

#### Taxi
Il a l'avantage d'être aussi modulable qu'une voiture, y ajoutant l'avantage pour le voyageur d'être conduit et de ne pas se soucier du stationnement ; l'avantage est partagé par la communauté, car l'espace de stationnement est réduit et donc l'espace urbain moins occupé. En jaune (Yellow Cab), il est le symbole de New York et plus particulièrement de Manhattan, où l'espace urbain vaut cher, et où il n'y a donc pas de place pour toutes les voitures.

#### Deux-roues motorisés
En progression depuis plusieurs années, c'est un mode particulièrement intéressant car il offre la même flexibilité d'itinéraire que la voiture, une occupation d'espace moins importante et une consommation énergétique réduite. Connus surtout pour leurs slaloms entre les voitures, ils sont petit à petit pris au sérieux par les agglomérations pour améliorer la fluidité du trafic et d'une manière générale le gaspillage d'espace, cher en milieu urbain.

### Modes de transports actifs
Ces modes sont dits actifs, par opposition aux modes motorisés.

#### Vélo, roller

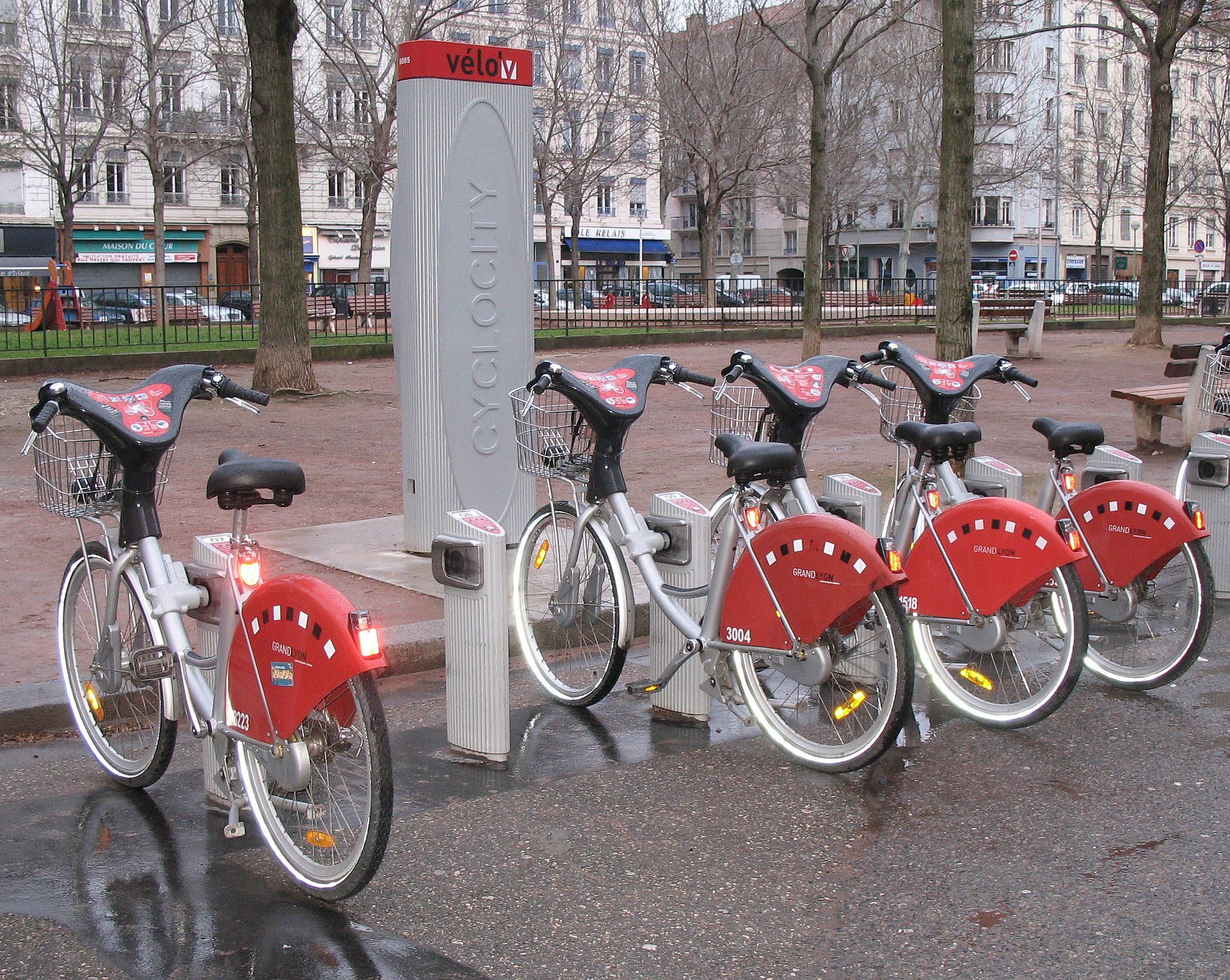
Une station de Velo'v à Lyon, illustration des solutions de vélopartage

De plus en plus répandu, le Vélo et le roller ont le mérite de ne pas polluer durant leur utilisation et d'être une activité physique.
En Asie, c'est le moyen de transport individuel le plus fréquent, on peut le comparer à nos voitures. De plus, dans des villes plutôt plates avec un climat pas trop froid, les conditions sont réunies pour qu'il reste un mode de transport attractif.
Avec le développement de réseaux de Vélopartage, Vélos en libre-service, de type Vélo'v/Vélib', on parle de transport urbain partagé actif, de réseau partagé avec des véhicules disponibles sur des stations qui maillent la ville en réseau, le vélo n'appartient pas à l'utilisateur. Les utilisateurs prennent un vélo, roulent et le déposent à la fin de leur utilisation dans l'une des stations, la même ou une autre. La première ville française à avoir proposé ce système est La Rochelle. Autre systèmes : Vélo'v à Lyon, Vélib' à Paris, Bicing à Barcelone, Call a Bike à Munich, SmartBikeDC à Washington, D.C., BIXI à Montréal… Des villes moyennes et grandes adoptent ce système.
Les collectivités qui souhaitent promouvoir l'usage du vélo mettent en place différents aménagements cyclables, allant du stationnement cyclable au réseau express vélo.
Le roller s'ajoute au vélo, même s'il est légèrement moins rapide.

#### Marche à pied
En ville, la marche reste toujours le plus simple et le plus évident des modes de transport. En effet, les trajets les plus courts sont toujours effectués ainsi, et ce mode reste toujours l'un des plus importants en milieu urbain (33,6 % des déplacements de l'agglomération lyonnaise, 47,4 % pour la voiture, 16,8 % pour les transports en commun).

## Transports urbains par milieu

Illustration des différentes zones d'urbanisation selon l'INSEE

La ville se caractérise par une démographie importante qui implique une certaine attention concernant l'organisation des transports. Les transports en commun apparaissent aussi utiles que nécessaire dans la mesure où ils permettent de transporter un grand nombre de voyageurs à un moindre coût économique et environnemental. À quoi s'ajoute le faible espace sur lequel habite et évolue cette population. Cela signifie que l'espace attribué au système de transport est faible, il doit être géré en conséquence. De plus, la grande densité permet d'avoir un point de départ pas trop éloigné du point d'arrivée, et, surtout, un point de départ du déplacement proche de celui d'un autre individu. En matière de mode de transport, cela favorise donc ceux prévus pour des faibles distances (marche, vélos, deux-roues/bus) et qui occupent peu d'espace. Une autre caractéristique de la ville est qu'en plus d'accueillir des individus, c'est un lieu d'activités économiques importantes, et donc c'est une cause de déplacements, que l'on peut prévoir en fonction des zones résidentielles ou d'activités.
La manière de structurer la politique de transports urbains est aussi liée à la manière dont on structure la ville. En effet, on peut comparer les villes comme Paris ou des villes allemandes qui incluent dans le périmètre de réflexion des transports une grande partie de la zone d'influence de la ville (la région Île-de-France pour Paris) ; d'autres villes ont une politique de transport assez limitée, comme Lyon où le périmètre du Plan de déplacements urbains est limité à la zone où les transports en commun peuvent être très massifs.
La pollution : ce sujet a un poids grandissant dans la planification des transports urbains. La pollution la plus perceptible est sans doute la pollution sonore, qui devient facilement une gêne[réf. nécessaire].
À la suite de ces constatations, on peut distinguer trois tailles de zones urbaines suivant leur densité[réf. nécessaire] : 
- l'hyper-centre où la majorité des déplacements sont actifs,
- un centre-ville où la majorité des déplacements sont de taille moyenne (inter-quartiers au maximum, déplacement local minimum),
- enfin une banlieue voire une aire urbaine plus ou moins large où la voiture est fréquente en l'absence d'autres infrastructures (flexibilité/rapidité importante)[41].

### Hyper-centre

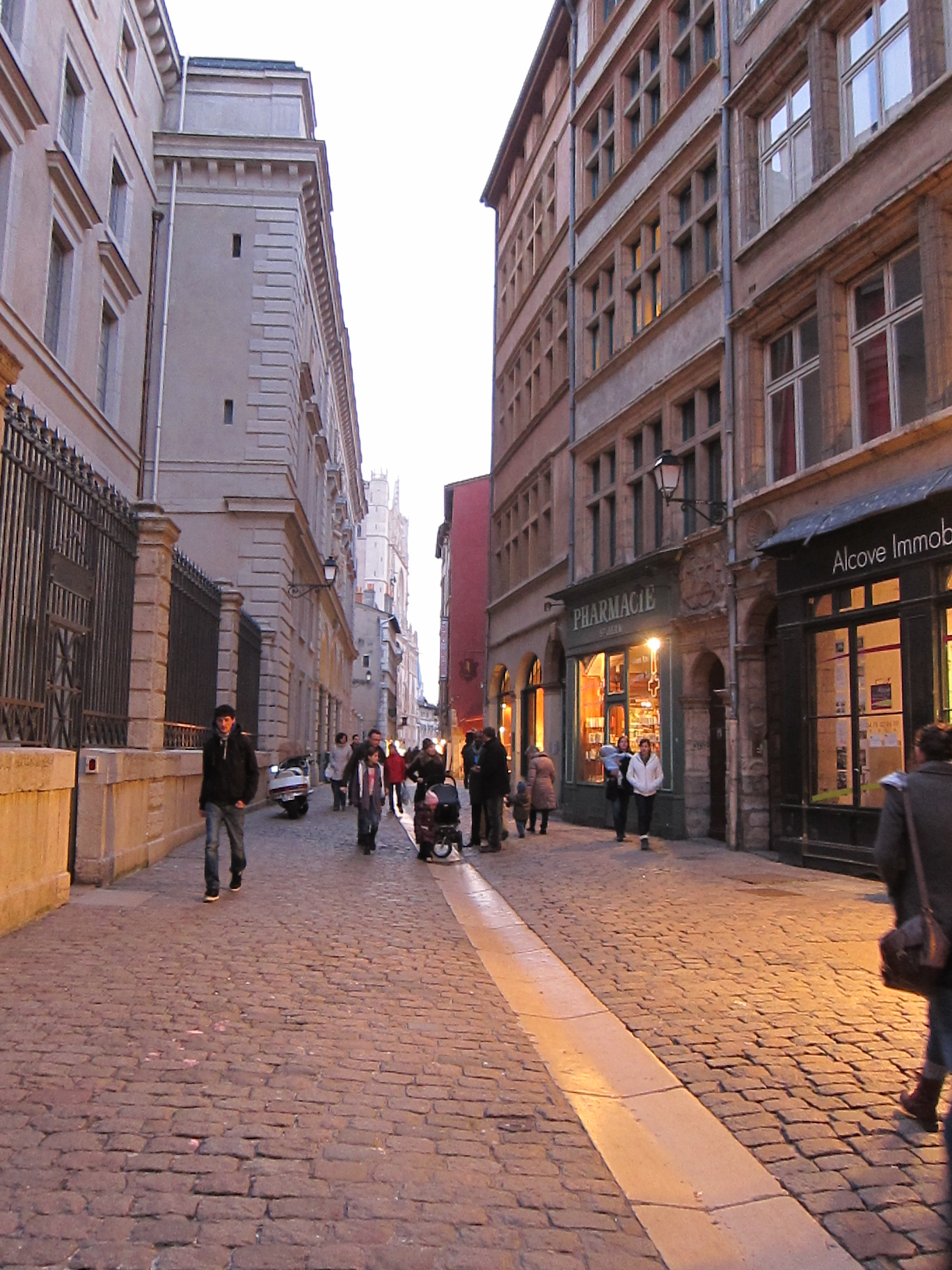
Une rue piétonne du Vieux Lyon, quartier historique

L'hyper-centre correspond généralement à une zone plutôt marchande, touristique, historique ou simplement espace de vie, contenant dans le cas de nombreuses villes une zone piétonne, où les modes actifs (marche à pied, vélos, navette électrique) ont toute leur place. Cela correspond dans le cas de villes moyennes (voire plutôt grandes) au centre historique, dans les grandes villes il peut exister une telle zone dans chaque quartier.
Concernant les modes actifs, leurs atouts sont leur adaptation à la zone (faibles déplacements, boutiques accessibles), la faible pollution engendrée (notamment sonore), la densité démographique très importante[réf. nécessaire].
La voiture existe dans cet hyper-centre, provoquant plutôt une gêne sonore, transportant des voyageurs ne provenant pas de l'hyper-centre, et venant stationner leur véhicule en bout de déplacement. L'espace utilisé par les voitures est très important, on voit donc que celles-ci n'ont que peu leur place dans ce genre de zones, car l'espace y est cher (on peut arrêter leur déplacement à l'entrée de cette zone, dans un parking souterrain ou parking-relais).
Aujourd'hui, la reconquête de ces espaces pour les rendre plus humains, conviviaux, commerçant, passent par une reconquête de l'espace urbain, en limitant les espaces de stationnement de voitures (création de parcs souterrains principalement destinés aux riverains), préférant des espaces plus réduits réservés aux stationnements de deux-roues, des zones piétonnes, des squares et autres lieux de vie publics, un accès plus favorable aux navettes électriques, des « zones 30 » pour rendre la voiture moins agressive (et améliorer la sécurité routière).
Concernant les marchandises, des créneaux sont aménagés pour la desserte des commerces, sur des voies piétonnes par exemple, de même que des stationnements spécifiques.
En fait, il s'agit d'une zone ou l'espace vaut cher, et où la densité résidentielle, commerciale, touristique est élevée. La mobilité dans un tel espace est complexe car les voyageurs peuvent à la fois faire partie des résidents et des non-résidents, on a donc à la fois des déplacements intra-zone et inter-zone importants. Les premiers seront plutôt réalisés à pied, ou à la limite à vélo ou en navette, tandis que les seconds seront réalisés en métro, en voiture ou en tramways ou bus. Dans le cas des trajets vers ou depuis une autre zone, on aura souvent un premier déplacement à pied (pour rejoindre sa voiture ou la bouche de métro).

### Ville-centre
La ville-centre concerne la ville intra-muros et la banlieue proche, dans la mesure où la densité d'habitation reste importante. Cette zone est celle où l'enjeu de la maîtrise des transports est très importante : il y a à la fois une part importante de voyageurs pendulaires[réf. nécessaire] en provenance de la banlieue de la ville et des voyageurs effectuant un trajet inter-quartiers, enfin il y a aussi des trajets locaux.
C'est dans cet espace que la diversité des modes de transport est la plus grande : les voitures y occupent une grande place, bien sûr, sur les larges boulevards dédiés à des déplacements facilités, jusque dans les petites rues accueillant immeubles résidentiels, petits commerces, cabinets... La voiture est le mode de transport le plus utilisé, offrant un confort et une flexibilité importants. Cependant, cet espace accueille aussi les métros, transportant rapidement et massivement entre tous les coins de la ville, les tramways et lignes fortes assurés en bus qui ont un rôle similaire (relier les points importants de la ville) mais de manière un peu moins massive, enfin les bus assurent des lignes plutôt longues mais permettant une proximité, utilisés surtout comme navettes de rabattement sur une station de métro ou de ligne forte.
Le problème qui se pose à cette zone aujourd'hui est la question de la place de la voiture. Son utilisation est décriée par l'espace qu'elle consomme, le bruit qu'elle produit, et son coût. Le défi des centres-villes est donc le suivant : comment valoriser l'espace urbain, tout en ayant des modes de transport performants, aussi bien en flexibilité qu'en vitesse commerciale ? Les réponses apportées sont nombreuses, mais le centre-ville a la difficulté que les trajets qu'il accueille sont de longueurs différentes, et donc seule une grande diversité des modes de transport semble être une solution.

### Banlieue
Espace où la densité est faible, occupé par des pavillons, ou du moins organisé en zone résidentielle, l'enjeu ici est d'assurer un maillage des réseaux de transport et dans le cas des transports en commun une fréquence suffisamment intéressante.
Dans cette zone, c'est en général la voiture qui s'impose historiquement en France. En effet, la nature des déplacements des habitants de banlieue sont leur travail, les courses et les sorties (par ordre d'importance). D'après certaines études, ces parcours sont relativement longs et se font de banlieue à banlieue pour près d'un déplacement sur deux. Ces caractéristiques écartent la plupart des autres modes de transport : les Réseaux express régionaux cyclistes, ou voies cyclables rapides, redonnent la possibilité d'une circulation à vélo ou vélo assisté ; le réseau de transport en commun est souvent organisé par rapport à la ville-centre et est donc peu adapté aux relations inter-banlieue (la ville exerce tout de même une influence non négligeable sur sa banlieue, les transports en commun ne sont donc pas totalement absents et inadaptés à ces territoires). Toutes ces caractéristiques rendent donc dépendants de la voiture en banlieue. Elle est même désormais utilisée pour les moindres déplacements (achats locaux), même si elle ne paraît alors pas la solution la plus adaptée (en considérant notamment l'aspect énergétique).
Le fonctionnement des espaces ruraux sur lesquels la ville a un rayonnement est le même, mis à part que la densité est trop faible pour organiser un réseau de transport en commun réellement intéressant (maillage et fréquences difficiles à tenir).

## Influences sur le trafic

### Stationnement
Le stationnement en ville est un sujet important concernant la gestion de l'espace urbain et des transports urbains. En effet, le stationnement sur voirie, notamment celui des voitures, prend facilement une place proche de celle d'une voie de circulation. De plus, diverses études montrent que si l'on propose aux actifs un stationnement pour leur voiture pendant leur travail, l'utilisation de celle-ci est beaucoup plus importante (75 % des gens choisissent alors la voiture contre 40 % en l'absence de stationnement).
Ainsi, il apparaît aujourd'hui que cet espace urbain consommé peut être valorisé, en menant diverses politiques ayant pour but d'augmenter la rotation des véhicules stationnés, changer l'utilisation de l'espace (voie supplémentaire pour piétons, cyclistes, ou transports en commun permettant d'améliorer la mobilité), ou encore de limiter le stationnement aux riverains. Les moyens utilisés sont divers : construction de parkings souterrains, principalement à destination des riverains, développement de moyens de transport alternatifs, hausse du coût du stationnement, facturation augmentant avec la durée, zones bleues où le stationnement est limité dans le temps...
On peut parler de « coût d'opportunité » de cet espace, c'est-à-dire plus simplement : y a-t-il une manière d'occuper cet espace de façon plus bénéfique ? Il est alors évident qu'utiliser cet espace pour y laisser des voitures garées en permanence n'est pas très judicieux à moins qu'il soit vraiment rentable. L'occupation de cet espace dans un but social (terrasses de cafés, squares...) ou de circulation (pistes cyclables, trottoirs, voies pour voitures...) apparaît parfois plus cohérent avec la valeur de l'espace urbain.

### Fluidité de circulation
C'est probablement le plus gros problème qui se pose dans la gestion des transports urbains. Dans les villes d'ex-URSS, comme Moscou ou Leningrad, où les transports en commun occupent une place centrale (la culture communiste accorde peu d'importance à la possession privée d'un moyen de transport), la circulation est fluide. Ailleurs, la congestion routière rend les trajets plus aléatoires; ce qui peut poser problème aux véhicules prioritaires (Police, pompiers, secours) dont la rapidité d'intervention est essentielle.
La première, souvent privilégiée au cours du XXe siècle consiste à multiplier le nombre de voies attribuées aux voitures. Aujourd'hui, cette solution a montré ses inconvénients et ne semble plus (en France en tout cas) être la solution à privilégier, car les riverains en souffrent réellement, l'environnement urbain aussi, et c'est une solution coûteuse.
Trois solutions sont actuellement préférées. La première consiste à dévier les véhicules lourds, dangereux ou sans desserte locale sur une voie périphérique pour contourner la ville. Critiquée car elle ne fait que reporter ce trafic, généralement dans des zones rurales, elle a toutefois le mérite de ne pas surcharger le trafic intérieur à la ville.
La deuxième consiste à privilégier les transports en commun, notamment en leur réservant des couloirs bus et vélos, et des sites propres pour les tramways, auxquels on ajoute la priorité aux carrefours. Cette politique peut être efficace s'il y a un report d'automobilistes sur les infrastructures de transport collectif. À ces privilèges, on peut associer des tarifs préférentiels, des transports en commun davantage subventionnés.
La dernière solution s'applique particulièrement à l'hyper-centre des villes. Il s'agit de rendre des rues piétonnes, en faire sortir les modes motorisés pour changer le cadre de vie : « le but est de créer ou de recréer une ambiance urbaine de convivialité incitant à la flânerie, au lèche-vitrine, à l'arrêt sur les bancs ou aux terrasses des cafés »,. L'objectif est décrit également comme celui de faire ressembler ces rues et quartiers à ceux des souks des villes arabes, et d'utiliser pour créer cette ambiance le mobilier urbain. L'inconvénient pointé pour cette stratégie est la présence d'individus « non souhaités », mendiants ou musiciens de rue, pourtant mieux respectés par le passé. Un réel inconvénient est le climat. Dans les villes d'Amérique du Nord où il fait froid, dont New York, le choix a parfois été fait de proposer au rez-de-chaussée des gratte-ciel des passages abrités, sortes de « rues couvertes ». À Lyon, la Cité Internationale a été construite autour d'une voie piétonne abritée de la pluie (mais non chauffée et non totalement fermée de l'atmosphère), où le mobilier urbain est assez présent et dont le ton des façades est assez chaleureux (ocre), ce qui en fait un lieu de passage agréable.

## Financements

### Coût d'exploitation
Le coût des transports est une notion en partie abstraite (pour ce qui concerne par exemple l'internalisation des coûts socio-environnementaux ou les coûts pris en charge par la collectivité). Il varie beaucoup selon les pays, époques et modes de transport. L'analyser nécessite de le décomposer en plusieurs variables :

### Coût direct
Le coût direct est constitué du prix du ticket, de l'abonnement aux transports en commun, ou de la dépense nécessaire pour utiliser une voiture, un vélo ou autre véhicule personnel.
Il varie selon le mode de transport utilisé mais n'intègre pas l'ensemble des coûts.
Ce coût est moindre pour le vélo (prix d'achat et d'entretien), représente plusieurs centaines d'euros par an pour les transports en commun français et atteint plusieurs milliers d'euros pour un automobiliste,. En moyenne, en 2004, un ménage français consacrait 14,9 % de son budget à ses besoins en transport, soit 5 140 €. Cette part « est passée de 10,6 à 15,6 % entre 1960 et 1989, [puis] s'est stabilisée autour de 14,9 % en 2004 », ce qui en faisait « le poste de dépenses le plus élevé après le logement (8 440 €) et devant l'alimentation (4 980 €) ». L'automobile et l'avion prennent une part croissante du budget moyen des ménages alloué au transport avec, en France en 2004, 83 % du budget transports des ménages consacré à l'automobile. Un constat assez similaire est fait dans la plupart des pays européens, avec depuis quelques années un développement du covoiturage.

### Coût d'investissement, planification et entretien
Coût d'investissement, planification et entretien représentent une part importante du coût caché des infrastructures de transport, de l'intermodalité, de leur entretien et de leur fonctionnement. Par exemple, le réseau routier ou un réseau de transport en commun en site propre nécessitent un plan de financement lourd pour l'infrastructure et pour l'exploitation (Des projets sont souvent retardés par les difficultés d'investissement public ou de partenariat public-privé. En effet, dans le cas d'infrastructures lourdes (tramway, métro, train, autoroute), l'investissement est également lourd (centaines de millions d'euros à milliards d'euros par an pour un pays comme la France.
En ce qui concerne les véhicules particuliers et les piétons, la voirie a aussi un coût. L'entretien et l'investissement sont proportionnellement moins coûteux en ville dense et alors moindre facteur de ralentissement, mais ces coûts augmentent rapidement avec l'étalement urbain et en zone d'habitat dispersé, même s'il est souvent réparti entre de nombreux acteurs (municipalité, agglomération... et jusqu'à l'Union européenne).

#### Coût en effort physique
Le coût en effort physique est significatif pour l'individu pratiquant la marche à pied et le vélo, ou les transports en commun dans certains pays (taxi-brousse, bus et train surchargés...).

#### Coût en temps
Depuis l'apparition de l'automobile, sauf dans quelques centres-villes, le temps moyen passé dans les transports (voiture en particulier) tend à augmenter. C'est aussi un aspect important. La fluidité de la circulation est d'ailleurs un des facteurs de ce coût en temps. Sa gestion (et donc la gestion de la voirie, des flux de circulation est très importante). Étant donné la qualité et la présence des réseaux routiers en ville aujourd'hui (des villes sont structurées par le réseau routier), il ne fait que peu de doute, hormis en cas d'embouteillages, que la voiture est très performante de ce côté-là. La remise en cause de sa suprématie de nos jours et le développement des transports en commun et des modes « doux » engendre le partage de la voirie avec ces autres acteurs et le développement de réseaux parallèles, parfois complémentaires, parfois concurrents, mais ces autres réseaux sont encore aujourd'hui bien moins développés que le réseau routier.
Le calcul de la vitesse généralisée incluant le temps du trajet et le temps du travail nécessaire à payer le véhicule est un nouveau mode d'évaluation. En 2006 un Européen moyen passait environ une heure par jour dans les transports, dont plus de 30 minutes en voiture (58,2 min/jour dont 39 min/j en voiture particulière pour un Français, 80 min/j, dont 43 min/j en voiture pour un Allemand et 84,5 min/j dont 35,3 min/j en voiture pour un Suisse). Au début du XXIe siècle, dans la plupart des pays européens, un individu moyen fait trois trajets par jour pour une distance moyenne parcourue varie de 8,7 km/j en Lettonie à 40,1 km/j en Suède, en passant par 35,3 km/j en France (ceci comprend les trajets scolaires-travail-Loisir et autres besoins). Dans la moyenne annuelle, pour la plupart des pays d'Europe, c'est le temps de transport durant les périodes de vacances/loisirs qui domine légèrement sur le temps de travail, éducation, courses, affaires, etc..

#### Coût environnemental
Le Coût environnemental correspond à la consommation de foncier, de ressources naturelles (dont carbone fossile), à la fragmentation écologique, au roadkill et à la pollution routière. Toutes proportions gardées, par personnes transportées et par kilomètre, il est probablement bien moindre qu'en milieu rural et là où les axes de transport fragmentent les milieux plus naturels.

### Rentabilité des transports en commun
Le transport public est un service public rendu à la population (dont enfants, handicapés, personnes âgées, plus ou moins pris en compte selon les pays, régions et modes de transports). Dans un contexte de fluctuation parfois imprévues des prix de l'énergie, l'équilibre des comptes et donc une certaine forme de rentabilité sont l'un des enjeux l'une des conditions de la pérennité et continuité de ce service, notamment en milieu non urbain peu dense où il est plus coûteux par personne transportée. La seule rentabilité économique est souvent considérée comme impossible ou difficile à atteindre.
La viabilité d'un réseau est à considérer de plusieurs points de vue, notamment par rapport à son intermodalité et aux services qu'il apporte à chacun et à la communauté.
Dans certains pays, notamment en Europe de l'Est et en Russie, le sens de la rentabilité est différent car on considère que l'absence d'un service de transports en commun serait vraiment pénalisant pour nombre d'individus. L'accès à ce service est très important. En France, on retrouve cet esprit dans les tarifs pratiqués, bien en deçà souvent du coût réel, ce qui montre que les transports en commun reste un service mis à disposition de la société, et non un domaine motivé par la rentabilité économique. L'organisateur de ces transports est généralement la communauté d'agglomération, qui doit rechercher l'intérêt général. La valeur de l'espace urbain, la santé et la promotion de la ville dense peuvent motiver des priorités aux transports en commun, dont pour soulager de axes importants ou embouteillés. Le métro est le plus économe en espace urbain car souvent souterrain ou aérien (Possible référence à New York), mais plus coûteux.

## Intermodalité
Aujourd'hui, l'intermodalité est une des principales évolutions du transport urbain. Ce terme cache un concept simple : l'utilisation de plusieurs moyens de transport pour effectuer un trajet. Ce concept a toujours existé mais n'était pas très développé. Le fait d'être automobiliste puis piéton est très répandu, et dans une moindre mesure, automobiliste et passager d'un train.
Ce concept se développe car on bouge souvent dans des zones de différents types : certaines de faible densité de population, avec des routes reliant les villages, ce qui autorise une vitesse élevée et une précision dans la destination grâce à un réseau routier dense ; certaines de densité de population faible avec des autoroutes ou des voies de chemin de fer intercités ; certaines avec une densité de population moyenne, où le réseau routier est dense, important et la circulation relativement fluide, et où un réseau de transport en commun est présent mais peu dense (spatialement et temporellement) ; certaines avec une densité de population assez forte voire forte, où on a un réseau de transports en commun dense, de qualité, un réseau routier de qualité également mais où la circulation est peu fluide, un réseau accessible aux piétons et cyclistes. À cela il faut ajouter les aéroports, qui sont un point de départ vers les grosses agglomérations d'Europe et du monde, mais aussi vers les autres métropoles nationales. On obtient donc une multitude de réseaux qui se croisent, qui sont complémentaires.
Ainsi on voit qu'on ne peut se déplacer exclusivement en avion. Il faut accéder à l'aéroport, via par exemple le réseau routier ou le réseau de transport en commun de la ville. De même pour les bateaux, et les trains. De plus, suivant les zones différents moyens de transport sont possibles et plus ou moins efficaces. On pense notamment aux centres-villes où déposer sa voiture dans un parking-relais pour choisir de continuer à pied, à vélo ou en transport en commun devient de plus en plus évident. En conclusion, on voit donc que tous les réseaux sont complémentaires et que l'on peut adopter une stratégie de combinaison des différents moyens de transport pour améliorer la vitesse de son trajet, l'adaptation à l'environnement ou encore la précision de son trajet. D'une manière plus concrète, on s'aperçoit que des politiques de multimodalité apparaissent dans les métropoles pour favoriser la maîtrise de l'environnement urbain. Alors qu'il a existé une période du tout-auto, on vient aujourd'hui à favoriser les transports en commun et les modes doux dans les centres-villes pour gagner de la place et de la fluidité dans la circulation.

### L'information aux voyageurs
L'information aux voyageurs semble prendre une part de plus en plus importante dans les transports. On le voit principalement dans les transports en commun car une bonne information des voyageurs permet à ceux-ci d'adapter leur trajet en cas de problème. On en voit aussi apparaître des panneaux d'information à diodes petit à petit sur les routes, depuis longtemps sur les autoroutes et périphériques.
Ce type d'information devient une priorité pour de nombreuses Autorités Organisatrices. Elle se décline sous plusieurs manières : l'information sur un site Internet, pour prévoir un trajet ; l'information sur le réseau, au cours d'un déplacement. De plus en plus, les réseaux proposent un service d'annonce de perturbations par SMS et les applications pour mobile naissent petit à petit. Il ne faut pas oublier les supports plus classiques, comme les plans ou la signalétique mise en place dans les stations ou aux arrêts.
Dans ce monde où l'information prend chaque jour plus de valeur, ce genre d'informations est important. Et la non- ou malinformation est une des choses qui sont régulièrement reprochées aux réseaux en cas de perturbations (incident technique, grève...). L'enjeu est également présent dans le cas des déplacements multimodaux, de plus en plus fréquents. En effet, la synchronisation entre les différents modes est possible grâce à une bonne information aux voyageurs en amont (savoir si l'itinéraire est possible) puis pendant le trajet (quel chemin prendre pour rejoindre la correspondance...).

## Impact

### Impacts humains

#### Accidents
En ville, les transports tuent des gens. Par exemple sur la ville de Montréal, 12 marcheurs ont été tués en 2013, 13 personnes ont été tuées en 2014, 11 personnes ont été tuées en 2015. Le nombre de tués parmi les cyclistes est bien moindre : 6 cyclistes ont été tués à l'occasion de collisions avec des automobiles ou des camions en 2013, 2 en 2014, et 3 en 2015. Les transports blessent également des individus, ainsi sur la seule ville de Montréal, 98 personnes ont été grièvement blessées en 2013, 112 en 2014 et 102 en 2015.

#### Impact sur la santé
La marche à pied et le vélo sont des facteurs reconnus de bonne santé, par l'exercice physique qu'ils procurent. Inversement, la voiture est associée à un manque d'exercice physique et expose parfois à la pollution des autres véhicules (Voir pollution automobile).
L'activité de transports génère aussi des blessures, infirmités et morts accidentelles ; la Délégation à la sécurité et à la circulation routières estime que le coût global des accidents corporels en 2005 en France a été d'environ 12 milliards d'euros et que « l'insécurité routière » a coûté 24,9 milliards d'euros. À titre d'exemple, en Europe où le niveau de sécurité routière était à la fin du XXe siècle jugé plutôt élevé (diminution de 50 % du nombre de tués sur la route ou dans les accidents ferroviaires de 1970 à 1997), « les accidents de la route et de chemin de fer ont provoqué, dans l’UE, la mort de quelque 44 000 personnes en 1998 et blessé plus de 17 000 000 personnes ». C'est la voiture qui tue le plus par accident (Elle est en Europe « la première cause de mortalité pour les moins de 40 ans » et « un accident mortel de la circulation routière équivaut à une perte moyenne de 40 ans (...) par rapport à une espérance de vie normale », à comparer aux cancers qui privent les malades en moyenne de 10,5 ans de vie, et aux maladies cardio-vasculaires qui en moyenne est source de perte de 9,7 ans de vie chez ceux qui en meurent, sachant qu'en outre, l'automobile favorise probablement ces deux maladies). En Europe (UE-15) en 1997, les piétons étaient deux fois plus nombreux que la moyenne à perdre la vie, tués par une voiture dans une agglomération que par rapport à la moyenne (les accidents entre véhicules et piétons étaient 14,5 % de tous les accidents enregistrés, mais 31,1 % du total en agglomération, selon Eurostat (voir graphique 6).
Les transports génèrent aussi des nuisances sonores et lumineuses et une pollution particulaire et chimique non négligeables.
Les modèles épidémiologiques montrent (ainsi que l'expérience du SRAS ou de la grippe espagnole de 1918) que les modes de transport rapides (avion en particulier) peuvent contribuer à la dispersion de pandémies bien plus rapidement qu'autrefois. La santé publique et individuelle devient donc un des paramètres à prendre en compte par les planificateurs publics et privés du transport. Ici l'avantage est aux vélos, marche à pied, aux transports en commun, et aux véhicules électriques qui toutefois peuvent être moins perçues par les cyclistes et piétons car très silencieuses.

### Pollutions
Les transports urbains, par leur nature, impactent différents types de pollution urbaine.

#### Pollution sonore
La pollution sonore consiste en tous les bruits émis par les acteurs urbains : on pense facilement aux voitures et autres véhicules, métro, avions... Elle est aussi due aux chantiers de construction, à la foule plus simplement, et en intérieur aux appareils électroniques, chauffages, climatisations, ordinateurs. En s'intéressant particulièrement à la pollution due aux transports, la réduire voire l'éliminer est évidemment un souhait des citadins, et aussi une réelle préoccupation de certains décideurs.

#### Pollution atmosphérique
La pollution atmosphérique est la principale préoccupation en matière de pollution aujourd'hui, car on la lie facilement aux gaz à effet de serre et au réchauffement climatique, d'autant plus que cette pollution est aujourd'hui largement reconnue par tous. En effet, les transports sont émetteurs de gaz polluants, déchets de la réaction de combustion du moteur, qui sont relâchés dans la nature.

### Place des transports dans la ville
Les transports urbains, aujourd'hui, font partie intégrante de l'espace urbain, de manière parfois outrancière. La ville est une entité à la fois économique, résidentielle, c'est un environnement dans lequel une très large part de la population mondiale vit. Mais les différentes mutations de cet environnement, au cours de l'histoire, ont vu l'utilisation de l'espace urbain changer. Lors du XXe siècle particulièrement, la révolution des transports, devenus grâce à la voiture plus rapide, plus économique et plus faciles, ont engendré deux choses : d'une part l'espace urbain est largement consacré au mouvement, que ce soit à travers les autoroutes qui pénètrent la ville (Los Angeles, Tokyo, même Lyon), et en conséquence l'espace urbain consacré au statique, les places, les bancs, etc., diminue. D'autre part, la mobilité prend une place importante dans le temps. Les citadins et par extension ceux qui dépendent de la ville mais habitent en banlieue ou dans un espace plus rural, occupent un temps considérable à se déplacer. Ces derniers partagent leur vie entre la ville où ils travaillent, leur domicile, et leur voiture (ou train ou bus).
Au XXIe siècle, on voit apparaître la nouvelle notion de reconquête de l'espace urbain. On le voit en France lorsque les voitures perdent une partie de leur espace lors de la journée sans voitures, lors de Paris Plage ou des rando à vélos ou rollers dans les grandes villes. On le voit lors des travaux d'aménagement de l'espace urbain, comme celui des berges du Rhône à Lyon, où les parkings, enterrés, offrent aux Lyonnais des espaces de vie publics. Ces espaces desquels la mobilité disparaît, et fait place au statisme, offrent une nouvelle vision de la ville, qui semblait avoir disparu il y a des années.

### Planification urbaine
La majorité des outils relèvent de l'urbanisme, de la gestion de l'espace. La politique de transports urbains est plus généralement une partie de la gestion urbanistique, entremêlant les politiques de logement, de construction, répartition des activités, et d'accès (i.e. transports).

#### Loi relative à la solidarité et au renouvellement urbains
La loi relative à la solidarité et au renouvellement urbains du 13 décembre 2000 a pour but de lier la gestion de l'urbanisme à celle des déplacements et d'une manière générale dans une optique de développement durable.

#### PDU et autres plans d'organisation des transports
Le PDU est un outil de planification qui, bien utilisé, permet de recenser les besoins d'une agglomération (ou d'un espace urbain) et d'en déduire un développement ambitieux des moyens de transport dans l'agglomération.
Influencé par la loi SRU depuis 2000, il suit ses objectifs et doit notamment permettre de mettre en place une diversité des modes de transport en milieu urbain et une gestion valorisant l'espace urbain.

#### Étude et connaissance des flux de déplacements
En marge des PDU et autres plans des transports urbains, de nombreuses informations sur les déplacements sont utiles à la gestion des transports urbains. Pour les collecter, on utilise divers outils :
- des câbles enregistreurs tendus en travers de la chaussée, qui sont peu précis ne faisant pas de distinction entre différents modes de transport, mais qui donne des informations sur la fréquentation d'un axe.
- des enquêtes réalisées ponctuellement, qui donnent des informations riches et précises mais qui coûtent cher.
- enfin dans les transports en commun, la validation à l'entrée d'un bus/métro donne des informations faciles d'accès, assez précises. De plus, on connaît ainsi par véhicule la fréquentation (les composteurs se situent souvent dans les véhicules)[33].

### Transports publics
L'Autorité organisatrice de transport urbain (AOTU), c'est-à-dire l'institution qui s'en occupe, est généralement une communauté de communes constituant une agglomération (La Métro à Grenoble, le Grand Lyon...). À part dans de rares cas (la RTM à Marseille...), l'exploitation de ces transports (en commun généralement) est externalisée, confiée à une entreprise privée. Les principales entreprises concernées sont en France Veolia Transport, Keolis (filiale de la SNCF) et Transdev-RATP.
La gestion des transports publics par l'AOTU consiste principalement à établir les horaires et itinéraires des lignes du réseau de transport en commun, à gérer le matériel roulant, à s'occuper de la construction d'ouvrages sur le réseau, à planifier son extension... L'AOTU établit régulièrement le plan de déplacements urbains pour déterminer sa politique générale.
Les autorités organisatrices, du fait de leur multiplicité à l'échelle de l'aire urbaine, entraînent parfois un réseau déséquilibré : Lyon et le département du Rhône pâtissent de cette gestion décentralisée ; au contraire, l'Île-de-France est relativement bien organisée malgré une multitude de réseaux et d'interlocuteurs (RATP, SNCF, transporteurs regroupés au sein de l'Optile).

## Par continent
Chaque pays, région et continent, pour des raisons biogéographique (climat, relief...), culturelle, économique ou historique présente des tendances propres en matière de transports urbains.
- En Europe, la voiture reste très présente mais cohabite avec un réseau de transports en commun de plus en plus intermodal ; les plus grosses agglomérations ont développé un réseau de métro, tramway et/ou train (RER à Paris). Le vélo est assez peu utilisé sauf aux Pays-Bas, au Danemark et en Allemagne où il domine très largement les trajets courts[74].
- En Europe de l'Est, les trolleybus sont assez présents, et d'une manière générale les réseaux de transports en commun sont couramment fréquentés.
- En Amérique du Nord, la voiture possède une plus grande place, sauf peut-être à New York, dans le centre-ville, ou les taxis et le métro entretiennent leur suprématie partagée.
- En Asie, les deux-roues sont omniprésents, même si la voiture arrive petit à petit à prendre leur place, un réseau de bus voire de métro existe également.

### Exemples
Les transports urbains comportent de nombreuses différences suivant les villes. Au-delà de tous les aspects évoqués plus haut, de nombreuses expériences influencées par le passé des villes, la culture de ces différents pays, font de ce thème (les transports urbains) une chose qui s'adapte sans que l'on puisse en tirer des théories, mais que l'on peut rassembler en expériences enrichissantes.

#### Le péage urbain de Londres
Londres a mis en place un système visant à limiter le nombre de voitures en centre-ville.

#### Les Bus de Curitiba (Brésil)
La ville brésilienne a développé depuis quelques décennies une politique de planification urbaine en alliant urbanisme et politique de transport. Les principes de cette planification sont une structure de la ville optimisée pour la mobilité. Cinq grands axes représentent les axes d'urbanisation et de mobilité les plus importants, le long desquels circulent des bus à haut niveau de service en site propre et le long desquels les immeubles sont plus hauts. Plus on s'éloigne de ces axes, moins la densité urbaine et démographique est importante. La ville a de nombreux atouts pour avoir réussi cela. Tout d'abord, une grande part de la population utilise les transports en commun, ce qui facilite leur haut niveau de service (plus les gens s'en servent, plus le réseau peut être dense). De plus, la ville a mis en place cette planification car elle subissait une forte croissance à l'époque, ce qui est propice pour construire un système. Les avantages de ce système sont surtout le coût raisonnable du réseau (pas de réseau lourd de métro ou de tramway) et la qualité du réseau (rapide, dense...). Enfin, l'une des particularités de ce réseau est la présence de tubes de station. Les stations de ces trolleybus étaient en forme de tube, avec une porte pour y accéder en payant son entrée sur le réseau (limitation de la fraude) puis des portes pour maîtriser la circulation des voyageurs. Mais surtout, le tube contenait divers services (échoppes, téléphone public), et était abrité et sûr.

#### Un réseau de métro dense: Paris
La capitale française est notamment caractérisée par son métro efficace : on peut aller d'un point à l'autre en deux correspondances de métro. Le réseau d'un des premiers « Métropolitain » est l'un des plus denses du monde.

#### Un réseau d'Amérique du Nord: la voiture, reine de la ville
Regard sur Los Angeles, où il n'y a pas de centre-ville mais des quartiers assez éloignés, où l'espace est sans limite, renforçant la place de la voiture.